# Fort des Adelphes
Le fort des Adelphes, ou fort Richepance, fait partie des fortifications d'Épinal. Il a été construit près du village de Deyvillers entre 1883 et 1885, et a été modernisé à partir de 1907. Il fait partie du système Séré de Rivières. Au cours de la Seconde Guerre mondiale, le fort se rendit aux forces allemandes et fut ensuite utilisé par les Allemands pour tirer sur les forts voisins de Longchamp et de Dogneville. Le fort est aujourd'hui occupé par l'Armée de terre française et n'est pas accessible au public.
Situé à 3,75 kilomètres au nord-est de Épinal, le fort des Adelphes fait partie des 43 kilomètres de la ligne comprenant seize grandes fortifications autour d'Épinal conçue pour empêcher l'avance de l'armée allemande en France.

## Description
Le fort est situé à une altitude de 419 mètres, donnant sur la route de Saint-Dié entre le fort de Razimont et l'ouvrage de Deyvillers. Le fort comprenant un mur en forme de pentagone, entouré par un fossé. La construction se passe de 1883 à 1885. 
Par le décret du 21 janvier 1887, le ministre de la Guerre Georges Boulanger renomme tous les forts, batteries et casernes avec les noms d'anciens chefs militaires. Pour le fort des Adelphes, son « nom Boulanger » est  Richepanse en référence au général de la Révolution Antoine Richepanse.
Le fort comprend une caserne fortifiée, des installations de stockage et des abris pour les troupes. La première garnison est composée de 235 hommes, et le coût de la construction du fort s'élève à environ 1,2 million de francs. Le principal armement se composait de cinq canons de 155 mm et trois de 120 mm disposés sur les remparts du fort.
Le fort des Adelphes a été presque immédiatement amélioré avec des baraquements en béton pour 150 hommes entre 1892 et 1894. Entre 1900 et 1906, un certain nombre d'abris pour l’infanterie ont été construits autour du fort. De 1907 à 1914, le fort a été largement renforcé, grâce au remplacement des caponnières gardant le fossé avec de plus efficaces coffres de contrescarpe. Une seconde caserne renforcée est ajoutée avec une casemate de Bourges couvrant le sol dans la direction de l'ouvrage de Deyvillers. Entre 1907 et 1909 des postes d'observation blindés et une tourelle de 75 mm ont été ajoutés. Une troisième coupole d'observation et une tourelle munie d'une mitrailleuse ont été ajoutées en 1909-1910. Enfin, le fort a été connecté au réseau électrique en 1913. La garnison du fort était à cette époque de 400 hommes de troupe,.
L'ajout de deux autres tourelles de 75 mm à l'extérieur du fort était prévu, mais le travail fut interrompu par le déclenchement de la guerre en 1914.

## Histoire
Le premier obus de 75 mm tiré par le fort visait un avion allemand pendant la Première Guerre mondiale, mais n'a pas atteint l'avion. Le fort a tiré sur les troupes allemandes en juin 1940 lors de la bataille de France, mais il se rendit aux Allemands le 20 juin et fut ensuite utilisé par eux pour tirer sur les forts voisins.

## Utilisation
Le fort des Adelphes a accueilli l'escadron de guerre électronique de l'Armée de l'air 48/351 entre 1990 et la dissolution de ce dernier en 2014 . À partir de septembre 2018, il sert de centre d'entraînement pour le 1er régiment de tirailleurs d’Épinal qui y inaugure le 2 septembre 2020 un Centre d’initiation commando. Le fort n'est pas accessible au public.